# Cao Ren
Pour les articles homonymes, voir Cao.
Dans ce nom, le nom de famille précède le nom personnel.
Cao Ren (168 – 223) était un général militaire sous les ordres du puissant seigneur de guerre Cao Cao durant le déclin de la dynastie Han et la période des Trois Royaumes de Chine. Il joua un rôle important dans la guerre civile conduisant à la désintégration de la dynastie Han et à l'établissement du Royaume de Wei.

## Biographie
Né dans le comté de Qiao (谯, dans la ville actuelle de Bozhou, Anhui), Cao Ren est le plus jeune cousin de Cao Cao. Son grand-père et son père ont tous les deux été de grandes figures civiles et militaires. Cao Ren est adepte de la chasse à cheval dans sa jeunesse. Au cours de la rébellion des Turbans jaunes, il réunit plus de mille jeunes hommes sous sa bannière et parcourt les territoires entre les rivières Huai He et Xi Jiang.
En 190, Cao Cao commence à monter une armée pour rejoindre la coalition contre Dong Zhuo, le seigneur de guerre tyrannique qui a pris en otage l'empereur dans la cour impériale. Cao Ren et ses troupes rejoignent naturellement Cao Cao. Tout au long des années 190, il accompagne Cao Cao dans ses campagnes dans le nord de la Chine contre Dong Zhuo, Yuan Shu, Tao Qian (陶谦) et Lü Bu. Cao Ren conduit avec succès ses troupes, en se lançant souvent lui-même au premier plan des batailles.
En 196, après que Cao Cao se voit confier la garde de l'empereur Xiandi à Xuchang, Cao cao nomme Cao Ren au rang de grand administrateur de Guangyang (广阳太守). Cependant, Cao Cao garde Cao Ren auprès de lui à Xuchang, car il a encore besoin de la bravoure et la ruse de Cao Ren.
En 197, le camp de Cao Cao est attaqué par Zhang Xiu à l'extérieur de Wan. Pris par surprise, Cao Cao compte de lourdes pertes, dont son fidèle garde du corps Dian Wei et son fils Cao Ang. Zhang Xiu poursuit ensuite Cao Cao pendant sa retraite vers le nord. Dans cette situation adverse, Cao Ren lance avec bravoure ses hommes dans la bataille et inflige finalement une défaite à Zhang Xiu lors d'une contre-attaque.
Au cours de la bataille de Guandu en 200, Yuan Shao incite Liu Bei à harceler l'arrière du territoire de Cao Cao. Dirigeant une force de cavalerie, Cao Ren défait Liu Bei. Plus tard, Yuan Shao tente d'attaquer à nouveau l'arrière de Cao Cao, mais est une fois de plus contrarié par Cao Ren. Ce dernier entreprend alors de harceler les lignes de ravitaillement de Yuan shao.
En 208, après la défaite de la bataille de la Falaise rouge, Cao Cao se retire vers le nord, laissant Cao Ren pour défendre la ville stratégique de Jiangling contre les troupes du royaume de Wu. Le commandant ennemi, Zhou Yu déploie alors une force de plusieurs milliers d'hommes pour attaquer la cité. Cao Ren envoie son assistant Niu Jin avec 300 hommes dans la bataille, mais ils sont très vite submergés par les troupes de Zhou Yu. Cao ren leur porte donc secours avec une douzaine de cavaliers et arrive à sauver Niu Jin. À son retour dans Jiangling, ses subordonnées s'exclament : « Général, vous êtes vraiment un Dieu ! »
Durant toutes les années 210, Cao Ren conserve le poste de Général qui conquiert le Sud (征南将军) et reste posté à Fan (樊), dans le Hubei, une cité stratégique sur les rives de la rivière Han qui est vitale pour la défense de la région de Jingzhou (荆州).
En 219, le général Guan Yu de Liu Bei prend par la force possession de Fan. En effet, le général coupe les lignes de communication et de ravitaillement de Fan et détourne la rivière Han pour l'inonder. Le stock de denrées se réduit comme peau de chagrin, mais Cao Ren maintient le moral de ses hommes et obtient un soulagement avec l'arrivée des troupes de Xu Huang. À ce moment, l'inondation est endiguée. Avec les forces de Xu Huang, Cao Ren contraint Guan Yu à battre en retraite.
Après avoir succédé à Cao Cao, Cao Pi nomme Cao Ren Général des Chariots et de la Cavalerie (车骑将军), chargé des affaires militaires des régions de Jingzhou, Yangzhou (扬州) et Yizhou (益州). Cao Ren est plus tard promu Général en chef (大将军) et par la suite Ministre de la Défense (大司马). Dans les dernières années de sa vie, Cao Ren défend Hefei contre de nombreuses offensives de Sun Quan.
Cao Ren meurt en 223 et obtient le titre posthume de Marquis Zhong pour sa loyauté. En effet, Cao Ren est considéré encore aujourd'hui comme un commandant loyal obéissant et appliquant les lois et les ordres de façon stricte.

## Le clan Cao

### Descendants directs
- Cao Tai (曹泰)
  - Cao Chu (曹初)
- Cao Kai (曹楷)
- Cao Fan (曹范)

### Famille immédiate
- Cao Chun (frère cadet)
  - Cao Yan (曹演)
    - Cao Liang (曹亮)

### Famille étendue
- Cao Cao (cousin)
  - Cao Pi
    - Cao Rui
      - Cao Fang
      - Cao Mao
      - Cao Huan

  - Cao Zhang
  - Cao Zhi
  - Cao Xiong
  - Cao Ang
  - Cao Chong
- Cao Hong (cousin) (曹洪)
- Cao Xiu (neveu éloigné)
  - Cao Zhao (曹肇)
- Cao Zhen (neveu éloigné)
  - Cao Shuang
  - Cao Xi (曹羲)
  - Cao Xun (曹训)
- Cao Anmin (neveu éloigné) (曹安民)

## Culture actuelle
Cao Ren apparaît dans la série de jeux vidéo de Koei, Dynasty Warriors, Warriors Orochi et Warriors Orochi 2.